# Gmina związkowa Treis-Karden
Gmina związkowa Treis-Karden (niem. Verbandsgemeinde Treis-Karden) – dawna gmina związkowa w Niemczech, w kraju związkowym Nadrenia-Palatynat, w powiecie Cochem-Zell. Siedziba gminy związkowej znajdowała się w miejscowości Treis-Karden. 1 lipca 2014 gmina związkowa została rozwiązana.

## Podział administracyjny
Gmina związkowa zrzeszała 17 gmin wiejskich:
1. Binningen
2. Brieden
3. Brohl
4. Dünfus
5. Forst (Eifel)
6. Kail
7. Lahr
8. Lieg
9. Lütz
10. Möntenich
11. Mörsdorf
12. Moselkern
13. Müden (Mosel)
14. Pommern
15. Roes
16. Treis-Karden
17. Zilshausen

Gminy: Lieg, Lütz, Moselkern, Müden (Mosel), Pommern i Treis-Karden przyłączono do gminy związkowej Cochem. Gminy: Binningen, Brieden, Brohl, Dünfus, Forst (Eifel), Kail, Möntenich i Roes przyłączono do gminy związkowej Kaisersesch. Natomiast gminy: Lahr, Mörsdorf oraz Zilshausen do gminy związkowej Kastellaun, a tym samym do powiatu Rhein-Hunsrück.